# オン・グリーン・ドルフィン・ストリート (曲)
「オン・グリーン・ドルフィン・ストリート」 (On Green Dolphin Street)（元々は「Green Dolphin Street」というタイトル）は、ブロニスラウ・ケイパーが作曲し、ネッド・ワシントンが歌詞を書いた1947年のポピュラーソング。この曲は、エリザベス・グージによる同名の1944年の小説に基づいた映画『大地は怒る（グリーン・ドルフィン・ストリート）』のために作曲され、1958年にマイルス・デイヴィスによって録音された後、ジャズスタンダードとして定着した。 1957年にはPoll WinnersにてBarney Kessel,Ray Brown,Shelly Manneにて収録されています。

## 主な収録アーティスト
- マイルス・デイヴィス
- ソニー・ロリンズ
- トニー・ベネット
- ハービー・ハンコック
- ビル・エヴァンス
- サラ・ヴォーン
- メル・トーメ
- ダイナ・ワシントン
- 渡辺貞夫
- リターン・トゥ・フォーエヴァー